# Taipingguan (sockenhuvudort i Kina, Jiangxi Sheng, lat 29,75, long 116,43)
Taipingguan är en sockenhuvudort i Kina. Den ligger i provinsen Jiangxi, i den sydöstra delen av landet, omkring 130 kilometer nordost om provinshuvudstaden Nanchang. Antalet invånare är 20 612. Befolkningen består av 210 150 kvinnor och 10 462 män. Barn under 15 år utgör 24,0 %, vuxna 15-64 år 69 %, och äldre över 65 år 6,0 %.
Runt Taipingguan är det tätbefolkat, med 257 invånare per kvadratkilometer. Närmaste större samhälle är Fuxing, 17,1 km norr om Taipingguan. Trakten runt Taipingguan består till största delen av jordbruksmark.
Genomsnittlig årsnederbörd är 2 094 millimeter. Den regnigaste månaden är maj, med i genomsnitt 371 mm nederbörd, och den torraste är januari, med 69 mm nederbörd.